# Pedro Rosselló (Pädagoge)

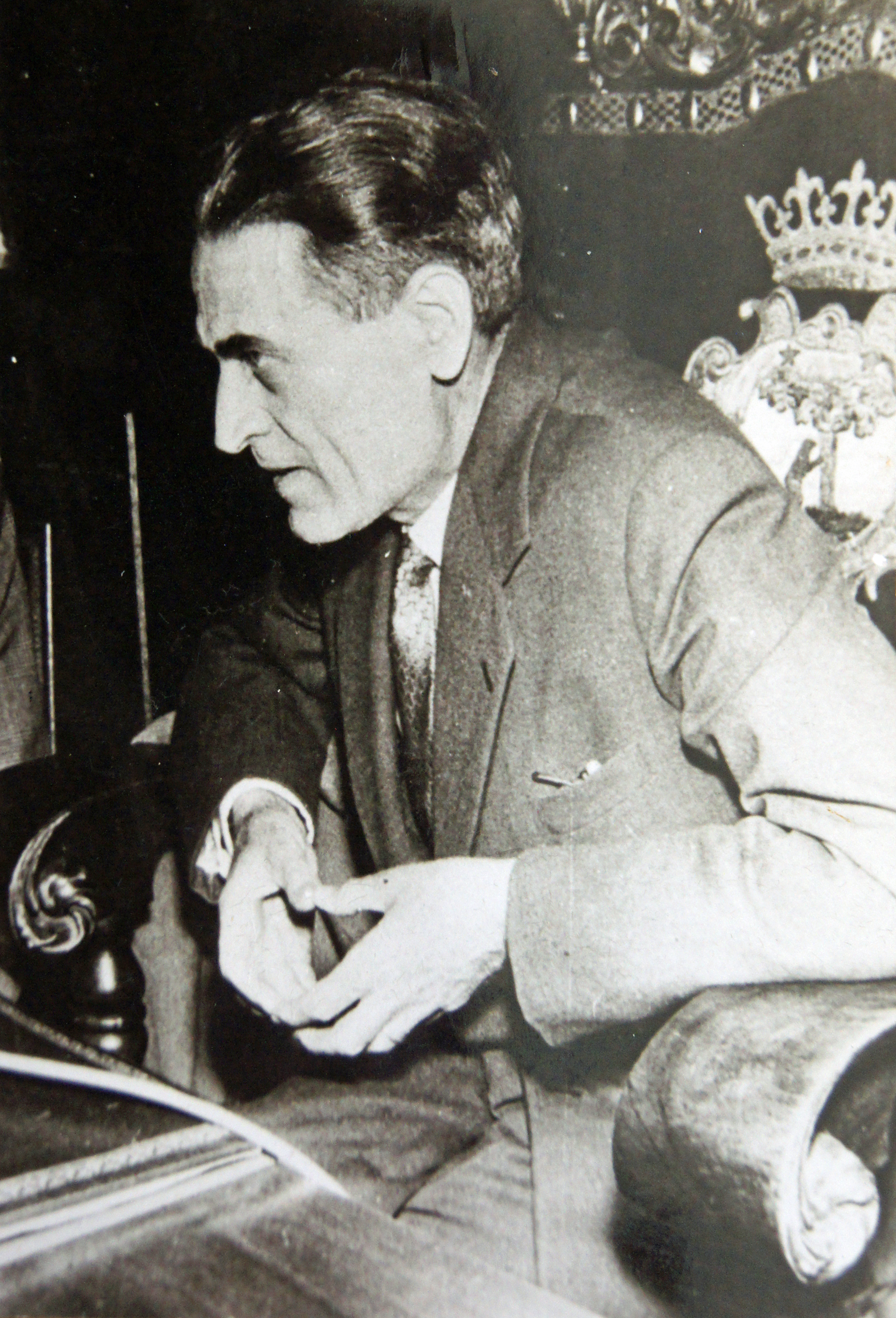
Rosselló

Pedro (Pere) Rosselló i Blanch (* 4. März 1897 in Calonge; † 25. August 1970 in Genf) war ein katalanischer und spanischer Dozent und Pädagoge. Er arbeitete mit Jean Piaget und in der Nachfolge von Elisabeth Rotten als Vizedirektor des International Bureau of Education (IBE) 1928–1969.

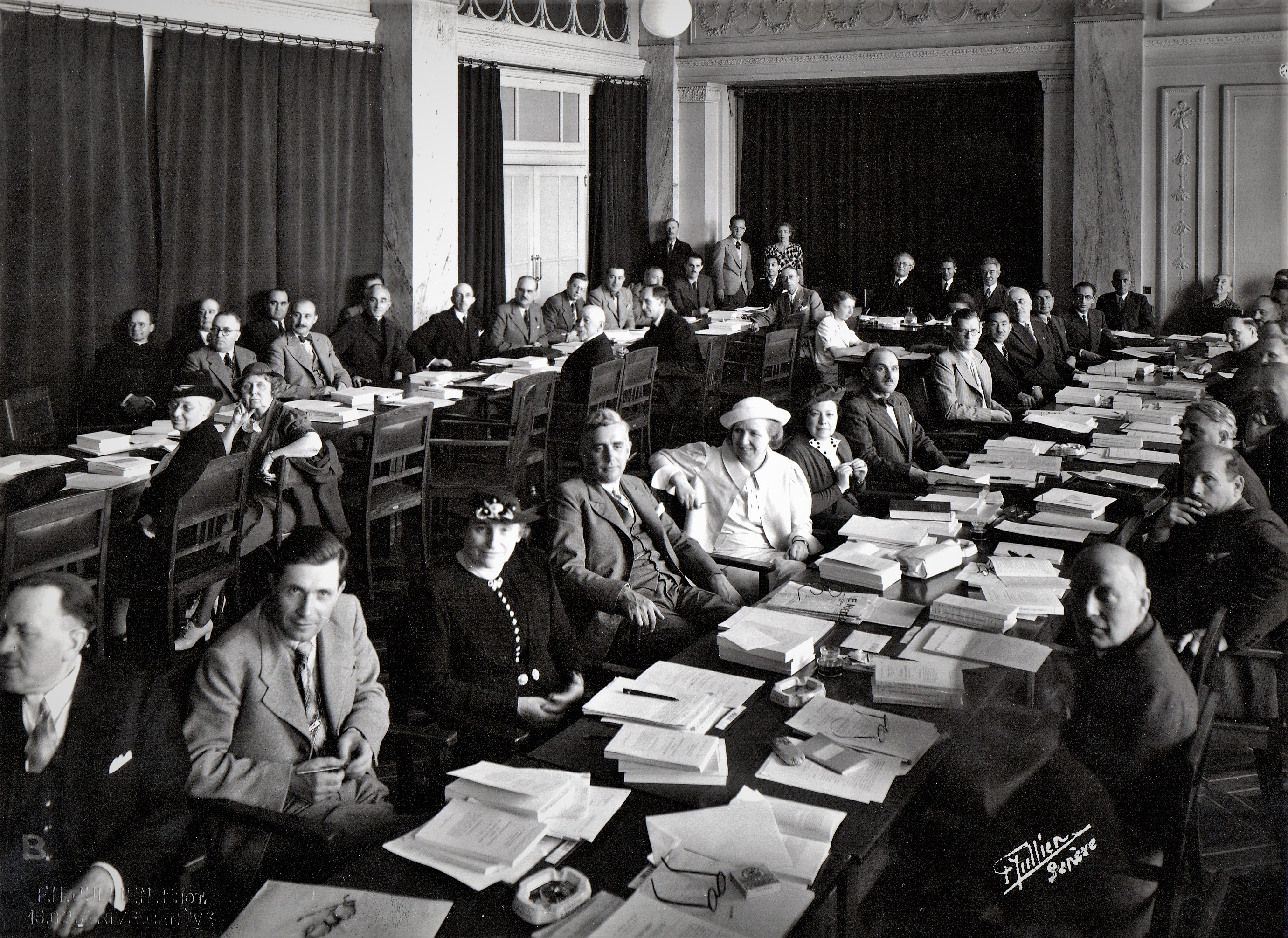
International Conference on Public Education 1938, Rosselló and Piaget zusammen im Hintergrund

Rosselló studierte Pädagogik zuerst in Girona, dann am Lehrerseminar Madrid, worauf er an der Universität Genf und Universität Lausanne graduierte und mit der Dissertation Marc-Antoine Jullien, pére de l'éducation comparé promovierte. 1927 wurde er Dozent am Institut Rousseau in Genf, wo er mit Édouard Claparède und Adolphe Ferrière zusammenarbeitete. Sie erreichten 1929 die Anerkennung des IBE als Internationale Organisation. Er lehrte Vergleichende Pädagogik an der Universität Genf bis 1967.
Er förderte den Vergleich in der internationalen Debatte der Erziehungswissenschaften und gab das International Yearbook of Education heraus. Er war der Hauptorganisator der International Conference on Public Education (ICE).